# Olympische Winterspiele 1998/Skilanglauf
Bei den XVIII. Olympischen Spielen 1998 in Nagano fanden 10 Wettbewerbe im Skilanglauf statt. Austragungsort war die Snow Harp in Hakuba.
Wie bei den Spielen zuvor war der Norweger Bjørn Dæhlie der stärkste Sportler. Er gewann zweimal Gold in den Einzeldisziplinen, dazu einmal Silber und eine weitere Goldmedaille mit der Staffel. Bei den Frauen gewannen die russischen Langläuferinnen sämtliche Goldmedaillen. Die beste von ihnen war Larissa Lasutina. Sie gewann wie Dæhlie drei Goldmedaillen – eine davon in der Staffel – und dazu noch je einmal Silber und Bronze in den beiden übrigen Einzeldisziplinen.

## Bilanz

### Medaillenspiegel
| Platz | Land       | Gold | Silber | Bronze | Gesamt |
| ----- | ---------- | ---- | ------ | ------ | ------ |
| 1     | Russland   | 5    | 2      | 1      | 8      |
| 2     | Norwegen   | 4    | 3      | 2      | 9      |
| 3     | Finnland   | 1    | –      | 2      | 3      |
| 5     | Italien    | –    | 2      | 2      | 4      |
| 6     | Österreich | –    | 1      | 1      | 2      |
| 6     | Tschechien | –    | 1      | 1      | 2      |
| 7     | Schweden   | –    | 1      | –      | 1      |
| 8     | Kasachstan | –    | –      | 1      | 1      |

### Medaillengewinner
| Konkurrenz        | Gold                                                         | Silber                                                    | Bronze                                                    |
| ----------------- | ------------------------------------------------------------ | --------------------------------------------------------- | --------------------------------------------------------- |
| 10 km klassisch   | Bjørn Dæhlie                                                 | Markus Gandler                                            | Mika Myllylä                                              |
| 15 km Verfolgung  | Thomas Alsgaard                                              | Bjørn Dæhlie                                              | Wladimir Smirnow                                          |
| 30 km klassisch   | Mika Myllylä                                                 | Erling Jevne                                              | Silvio Fauner                                             |
| 50 km Freistil    | Bjørn Dæhlie                                                 | Niklas Jonsson                                            | Christian Hoffmann                                        |
| 4 × 10 km Staffel | Thomas Alsgaard, Bjørn Dæhlie, Erling Jevne, Sture Sivertsen | Marco Albarello, Silvio Fauner, Fabio Maj, Fulvio Valbusa | Jari Isometsä, Harri Kirvesniemi, Mika Myllylä, Sami Repo |

| Konkurrenz       | Gold                                                          | Silber                                                       | Bronze                                                                |
| ---------------- | ------------------------------------------------------------- | ------------------------------------------------------------ | --------------------------------------------------------------------- |
| 5 km klassisch   | Larissa Lasutina                                              | Kateřina Neumannová                                          | Bente Martinsen                                                       |
| 10 km Verfolgung | Larissa Lasutina                                              | Olga Danilowa                                                | Kateřina Neumannová                                                   |
| 15 km klassisch  | Olga Danilowa                                                 | Larissa Lasutina                                             | Anita Moen                                                            |
| 30 km Freistil   | Julija Tschepalowa                                            | Stefania Belmondo                                            | Larissa Lasutina                                                      |
| 4 × 5 km Staffel | Olga Danilowa, Nina Gawriljuk, Larissa Lasutina, Jelena Välbe | Bente Martinsen, Marit Mikkelsplass, Anita Moen, Elin Nilsen | Stefania Belmondo, Manuela Di Centa, Karin Moroder, Gabriella Paruzzi |

## Ergebnisse

### Männer

#### 10 km klassisch
| Platz | Land | Sportler           | Zeit (min) |
| ----- | ---- | ------------------ | ---------- |
| 1     | NOR  | Bjørn Dæhlie       | 27:24,5    |
| 2     | AUT  | Markus Gandler     | 27:32,5    |
| 3     | FIN  | Mika Myllylä       | 27:40,1    |
| 4     | KAZ  | Wladimir Smirnow   | 27:45,1    |
| 5     | NOR  | Thomas Alsgaard    | 27:48,1    |
| 6     | EST  | Jaak Mae           | 27:56,0    |
| 7     | NOR  | Erling Jevne       | 27:58,7    |
| 8     | EST  | Andrus Veerpalu    | 28:00,7    |
| 9     | NOR  | Sture Sivertsen    | 28:10,6    |
| 10    | ITA  | Silvio Fauner      | 28:15,5    |
|       |      |                    |            |
| 12    | AUT  | Alois Stadlober    | 28:21,2    |
| 14    | AUT  | Gerhard Urain      | 28:25,2    |
| 16    | GER  | Andreas Schlütter  | 28:48,0    |
| 17    | SUI  | Beat Koch          | 28:49,6    |
| 20    | LIE  | Markus Hasler      | 28:55,2    |
| 23    | AUT  | Achim Walcher      | 28:58,6    |
| 27    | GER  | Johann Mühlegg     | 29:12,3    |
| 38    | GER  | René Sommerfeldt   | 29:52,5    |
| 40    | GER  | Jochen Behle       | 29:55,9    |
| 49    | SUI  | Jeremias Wigger    | 30:33,4    |
| 57    | LIE  | Stephan Kunz       | 30:56,8    |
| 63    | SUI  | Wilhelm Aschwanden | 31:10,5    |

Datum: 12. Februar 1998
Höhenunterschied: 100 m; Maximalanstieg: 67 m; Totalanstieg: 419 m
97 Teilnehmer aus 35 Ländern, davon 92 in der Wertung.

#### 15 km Verfolgung Freistil
| Platz | Land | Sportler           | Zeit (h)  |
| ----- | ---- | ------------------ | --------- |
| 1     | NOR  | Thomas Alsgaard    | 1:07:01,7 |
| 2     | NOR  | Bjørn Dæhlie       | 1:07:02,8 |
| 3     | KAZ  | Wladimir Smirnow   | 1:07:31,5 |
| 4     | ITA  | Silvio Fauner      | 1:07:48,9 |
| 5     | ITA  | Fulvio Valbusa     | 1:07:49,1 |
| 6     | FIN  | Mika Myllylä       | 1:07:50,6 |
| 7     | AUT  | Markus Gandler     | 1:08:14,2 |
| 8     | FIN  | Jari Isometsä      | 1:08:19,4 |
| 9     | RUS  | Sergei Tschepikow  | 1:08:24,3 |
| 10    | SWE  | Niklas Jonsson     | 1:08:25,7 |
| 11    | AUT  | Achim Walcher      | 1:08:26,9 |
| 12    | GER  | Andreas Schlütter  | 1:08:32,3 |
|       |      |                    |           |
| 14    | AUT  | Alois Stadlober    | 1:08:57,1 |
| 16    | AUT  | Gerhard Urain      | 1:09:04,8 |
| 17    | GER  | Johann Mühlegg     | 1:09:12,3 |
| 29    | GER  | René Sommerfeldt   | 1:11:13,5 |
| 34    | LIE  | Stephan Kunz       | 1:11:42,9 |
| 35    | LIE  | Markus Hasler      | 1:11:55,9 |
| 49    | SUI  | Wilhelm Aschwanden | 1:12:56,8 |

Datum: 14. Februar 1998
Höhenunterschied: 61 m; Maximalanstieg: 60 m; Totalanstieg: 576 m
74 Teilnehmer aus 29 Ländern, davon 68 in der Wertung.

#### 30 km klassisch
| Platz | Land | Sportler          | Zeit (h)  |
| ----- | ---- | ----------------- | --------- |
| 1     | FIN  | Mika Myllylä      | 1:33:55,8 |
| 2     | NOR  | Erling Jevne      | 1:35:27,1 |
| 3     | ITA  | Silvio Fauner     | 1:36:08,5 |
| 4     | FIN  | Jari Isometsä     | 1:36:51,4 |
| 5     | ITA  | Fulvio Valbusa    | 1:37:31,1 |
| 6     | FIN  | Harri Kirvesniemi | 1:37:45,9 |
| 7     | ITA  | Marco Albarello   | 1:38:07,1 |
| 8     | ITA  | Giorgio Di Centa  | 1:38:14,9 |
| 9     | RUS  | Wladimir Legotin  | 1:38:23,7 |
| 10    | SWE  | Per Elofsson      | 1:38:47,0 |
|       |      |                   |           |
| 14    | LIE  | Stephan Kunz      | 1:39:33,3 |
| 16    | SUI  | Jeremias Wigger   | 1:39:46,4 |
| 21    | GER  | Andreas Schlütter | 1:40:27,1 |
| 35    | LIE  | Markus Hasler     | 1:42:17,4 |
| 43    | AUT  | Gerhard Urain     | 1:43:22,9 |
| 53    | SUI  | Beat Koch         | 1:46:38,3 |
| 57    | GER  | Torald Rein       | 1:49:06,7 |

Datum: 9. Februar 1998
Höhenunterschied: 113 m; Maximalanstieg: 67 m; Totalanstieg: 1140 m
72 Teilnehmer aus 28 Ländern, davon 64 in der Wertung.

#### 50 km Freistil
| Platz | Land | Sportler           | Zeit (h)  |
| ----- | ---- | ------------------ | --------- |
| 1     | NOR  | Bjørn Dæhlie       | 2:05:08,2 |
| 2     | SWE  | Niklas Jonsson     | 2:05:16,3 |
| 3     | AUT  | Christian Hoffmann | 2:06:01,8 |
| 4     | RUS  | Alexei Prokurorow  | 2:06:41,5 |
| 5     | ITA  | Fulvio Valbusa     | 2:06:44,3 |
| 6     | NOR  | Thomas Alsgaard    | 2:07:21,5 |
| 7     | GER  | Johann Mühlegg     | 2:07:25,3 |
| 8     | KAZ  | Wladimir Smirnow   | 2:07:26,4 |
| 9     | ITA  | Maurizio Pozzi     | 2:08:13,2 |
| 10    | ITA  | Silvio Fauner      | 2:08:44,3 |
|       |      |                    |           |
| 12    | AUT  | Alois Stadlober    | 2:11:22,4 |
| 18    | SUI  | Jeremias Wigger    | 2:13:50,5 |
| 22    | SUI  | Wilhelm Aschwanden | 2:14:18,0 |
| 26    | GER  | René Sommerfeldt   | 2:16:19,9 |
| 28    | LIE  | Stephan Kunz       | 2:16:36,2 |
| 36    | GER  | Andreas Schlütter  | 2:17:52,1 |
| 38    | AUT  | Achim Walcher      | 2:18:31,7 |
| 49    | SUI  | Reto Burgermeister | 2:22:28,2 |

Datum: 22. Februar 1998
Höhenunterschied: 113 m; Maximalanstieg: 67 m; Totalanstieg: 1749 m
75 Teilnehmer aus 28 Ländern, davon 62 in der Wertung.

#### 4 × 10 km Staffel
| Platz | Land / Sportler                                                                           | Zeit                                                        |
| ----- | ----------------------------------------------------------------------------------------- | ----------------------------------------------------------- |
| 1     | Norwegen Sture Sivertsen Erling Jevne Bjørn Dæhlie Thomas Alsgaard                        | 1:40:55,7 h 26:20,0 min 25:18,9 min 24:42,3 min 24:34,5 min |
| 2     | Italien Marco Albarello Fulvio Valbusa Fabio Maj Silvio Fauner                            | 1:40:55,9 h 26:04,1 min 25:22,2 min 24:54,4 min 24:35,2 min |
| 3     | Finnland Harri Kirvesniemi Mika Myllylä Sami Repo Jari Isometsä                           | 1:42:15,5 h 26:01,7 min 25:47,5 min 25:31,0 min 24:55,3 min |
| 4     | Schweden Mathias Fredriksson Niklas Jonsson Per Elofsson Henrik Forsberg                  | 1:42:25,2 h 26:33,7 min 26:07,9 min 25:25,2 min 24:18,4 min |
| 5     | Russland Wladimir Legotin Alexei Prokurorow Sergei Krjanin Sergei Tschepikow              | 1:42:39,5 h 26:19,0 min 25:21,2 min 26:02,4 min 24:56,9 min |
| 6     | Schweiz Jeremias Wigger Beat Koch Reto Burgermeister Wilhelm Aschwanden                   | 1:42:49,2 h 26:20,8 min 26:12,0 min 25:31,8 min 24:44,6 min |
| 7     | Japan Katsuhito Ebisawa Hiroyuki Imai Mitsuo Horigome Kazutoshi Nagahama                  | 1:43:06,7 h 26:11,0 min 26:13,9 min 25:15,2 min 25:26,6 min |
| 8     | Deutschland Andreas Schlütter Jochen Behle René Sommerfeldt Johann Mühlegg                | 1:43:16,1 h 25:57,4 min 26:48,8 min 26:01,0 min 24:28,9 min |
| 9     | Österreich Markus Gandler Alois Stadlober Achim Walcher Christian Hoffmann                | 1:43:16,5 h 26:00,9 min 26:28,5 min 25:47,5 min 24:59,6 min |
| 10    | Estland Andrus Veerpalu Raul Olle Elmo Kassin Jaak Mae                                    | 1:44:20,9 h                                                 |
| 11    | Slowakei Ivan Bátory Martin Bajčičák Andrej Páricka Stanislav Ježík                       | 1:44:31,6 h                                                 |
| 12    | Ukraine Hennadij Nikon Oleksandr Sarownyj Mychajlo Artjuchow Mykola Popowytsch            | 1:44:33,9 h                                                 |
| 13    | Frankreich Vincent Vittoz Patrick Rémy Hervé Balland Philippe Sanchez                     | 1:45:00,2 h                                                 |
| 14    | Belarus Sjarhej Dalidowitsch Aljaksej Trehubou Aljaksandr Sannikou Wjatscheslaw Plaksunow | 1:45:15,3 h                                                 |
| 15    | Tschechien Lukáš Bauer Martin Koukal Petr Michl Jiří Magál                                | 1:45:35,4 h                                                 |
| 16    | Kasachstan Pawel Rjabinin Wladimir Borzow Andrei Newsorow Witali Lilitschenko             | 1:46:12,9 h                                                 |
| 17    | USA Marcus Nash John Bauer Patrick Weaver Justin Wadsworth                                | 1:48:16,4 h                                                 |
| 18    | Kanada Donald Farley Robin McKeever Chris Blanchard Guido Visser                          | 1:49:27,4 h                                                 |
| 19    | Spanien Jordi Ribó Diego Ruiz Juan Jesús Gutiérrez Álvaro Gijón                           | 1:49:27,9 h                                                 |
| 20    | Südkorea Park Byung-chul Ahn Jin-soo Shin Doo-sun Park Byung-joo                          | 1:55:17,1 h                                                 |

Datum: 17. Februar 1998
Höhenunterschied: 98 m (A) / 52 m (B); Maximalanstieg: 51 m (A/B); Totalanstieg: 410 m (A) / 354 m (B);
20 Staffeln am Start, alle in der Wertung.

### Frauen

#### 5 km klassisch
| Platz | Land | Sportlerin          | Zeit (min) |
| ----- | ---- | ------------------- | ---------- |
| 1     | RUS  | Larissa Lasutina    | 17:37,9    |
| 2     | CZE  | Kateřina Neumannová | 17:42,7    |
| 3     | NOR  | Bente Martinsen     | 17:49,4    |
| 4     | RUS  | Nina Gawriljuk      | 17:50,3    |
| 5     | RUS  | Olga Danilowa       | 17:51,3    |
| 6     | NOR  | Marit Mikkelsplass  | 17:53,5    |
| 7     | NOR  | Anita Moen          | 18:04,4    |
| 8     | NOR  | Trude Dybendahl     | 18:08,0    |
| 9     | ITA  | Gabriella Paruzzi   | 18:14,7    |
| 10    | SUI  | Brigitte Albrecht   | 18:16,5    |
|       |      |                     |            |
| 14    | SUI  | Sylvia Honegger     | 18:29,6    |
| 15    | AUT  | Maria Theurl        | 18:36,8    |
| 26    | GER  | Kati Wilhelm        | 18:59,9    |
| 30    | GER  | Constanze Blum      | 19:02,4    |
| 37    | GER  | Anke Schulze        | 19:14,7    |
| 38    | GER  | Sigrid Wille        | 19:15,6    |
| 42    | AUT  | Renate Roider       | 19:18,3    |
| 45    | SUI  | Andrea Huber        | 19:27,6    |
| 62    | SUI  | Andrea Senteler     | 20:07,5    |

Datum: 10. Februar 1998
Höhenunterschied: 98 m; Maximalanstieg: 44 m; Totalanstieg: 195 m
79 Teilnehmerinnen aus 26 Ländern, alle in der Wertung.

#### 10 km Verfolgung Freistil
| Platz | Land | Sportlerin          | Zeit (min) |
| ----- | ---- | ------------------- | ---------- |
| 1     | RUS  | Larissa Lasutina    | 46:06,9    |
| 2     | RUS  | Olga Danilowa       | 46:13,4    |
| 3     | CZE  | Kateřina Neumannová | 46:14,2    |
| 4     | UKR  | Iryna Terelja       | 46:17,1    |
| 5     | ITA  | Stefania Belmondo   | 46:19,6    |
| 6     | RUS  | Julija Tschepalowa  | 46:28,4    |
| 7     | RUS  | Nina Gawriljuk      | 46:49,3    |
| 8     | NOR  | Anita Moen          | 47:04,6    |
| 9     | NOR  | Bente Martinsen     | 47:11,1    |
| 10    | SUI  | Brigitte Albrecht   | 47:11,8    |
|       |      |                     |            |
| 13    | AUT  | Maria Theurl        | 47:35,8    |
| 22    | SUI  | Sylvia Honegger     | 48:21,3    |
| 26    | GER  | Constanze Blum      | 49:05,5    |
| 31    | GER  | Anke Schulze        | 49:30,4    |
| 32    | GER  | Kati Wilhelm        | 49:31,0    |
| 54    | GER  | Sigrid Wille        | 51:52,1    |

Datum: 12. Februar 1998
Höhenunterschied: 57 m; Maximalanstieg: 51 m; Totalanstieg: 378 m
69 Teilnehmerinnen aus 24 Ländern, davon 68 in der Wertung.

#### 15 km klassisch
| Platz | Land | Sportlerin          | Zeit (min) |
| ----- | ---- | ------------------- | ---------- |
| 1     | RUS  | Olga Danilowa       | 46:55,4    |
| 2     | RUS  | Larissa Lasutina    | 47:01,0    |
| 3     | NOR  | Anita Moen          | 47:52,6    |
| 4     | UKR  | Iryna Terelja       | 48:10,2    |
| 5     | NOR  | Marit Mikkelsplass  | 48:12,5    |
| 6     | NOR  | Trude Dybendahl     | 48:19,0    |
| 6     | NOR  | Bente Martinsen     | 48:19,0    |
| 8     | ITA  | Stefania Belmondo   | 48:57,7    |
| 9     | CZE  | Kateřina Neumannová | 49:01,9    |
| 10    | SVK  | Jaroslava Bukvajová | 49:02,0    |
|       |      |                     |            |
| 21    | GER  | Constanze Blum      | 50:30,3    |
| 22    | SUI  | Sylvia Honegger     | 50:31,9    |
| 26    | AUT  | Renate Roider       | 51:07,0    |
| 28    | GER  | Sigrid Wille        | 51:19,3    |
| 36    | GER  | Manuela Henkel      | 51:53,4    |
| 38    | GER  | Anke Schulze        | 51:54,0    |

Datum: 8. Februar 1998
Höhenunterschied: 113 m; Maximalanstieg: 67 m; Totalanstieg: 572 m
64 Teilnehmerinnen aus 24 Ländern, davon 63 in der Wertung.

#### 30 km Freistil
| Platz | Land | Sportlerin         | Zeit (h)  |
| ----- | ---- | ------------------ | --------- |
| 1     | RUS  | Julija Tschepalowa | 1:22:01,5 |
| 2     | ITA  | Stefania Belmondo  | 1:22:11,7 |
| 3     | RUS  | Larissa Lasutina   | 1:23:15,7 |
| 4     | NOR  | Elin Nilsen        | 1:24:24,5 |
| 5     | RUS  | Jelena Välbe       | 1:24:52,8 |
| 6     | AUT  | Maria Theurl       | 1:24:54,3 |
| 7     | SUI  | Brigitte Albrecht  | 1:25:15,0 |
| 8     | UKR  | Iryna Terelja      | 1:25:22,3 |
| 9     | NOR  | Marit Mikkelsplass | 1:25:36,9 |
| 10    | ITA  | Gabriella Paruzzi  | 1:26:06,0 |
|       |      |                    |           |
| 16    | GER  | Kati Wilhelm       | 1:28:27,7 |
| 24    | SUI  | Natascia Leonardi  | 1:30:31,8 |
| 26    | GER  | Anke Schulze       | 1:30:54,6 |
| 31    | GER  | Constanze Blum     | 1:31:52,9 |

Datum: 20. Februar 1998
Höhenunterschied: 113 m; Maximalanstieg: 67 m; Totalanstieg: 1058 m
63 Teilnehmerinnen aus 25 Ländern, davon 58 in der Wertung.

#### 4 × 5 km Staffel
| Platz | Land / Sportlerinnen                                                                               | Zeit (min)                              |
| ----- | -------------------------------------------------------------------------------------------------- | --------------------------------------- |
| 1     | Russland Nina Gawriljuk Olga Danilowa Jelena Välbe Larissa Lasutina                                | 55:13,5 14:13,8 13:53,2 13:39,8 13:26,7 |
| 2     | Norwegen Bente Martinsen Marit Mikkelsplass Elin Nilsen Anita Moen-Guidon                          | 55:38,0 14:14,3 13:51,7 14:03,6 13:28,4 |
| 3     | Italien Karin Moroder Gabriella Paruzzi Manuela Di Centa Stefania Belmondo                         | 56:53,5 15:16,7 14:35,7 14:00,8 13:00,1 |
| 4     | Schweiz Sylvia Honegger Andrea Huber Brigitte Albrecht Natascia Leonardi                           | 56:55,2 14:41,2 14:43,6 13:39,8 13:50,6 |
| 5     | Deutschland Kati Wilhelm Manuela Henkel Constanze Blum Anke Schulze                                | 56:56,5 14:40,7 14:17,9 14:06,5 13:50,3 |
| 6     | Tschechien Jana Šaldová Kateřina Neumannová Kateřina Hanušová Zuzana Kocumová                      | 56:58,7 14:58,3 14:04,2 14:10,2 13:46,0 |
| 7     | Finnland Tuulikki Pyykkönen Milla Jauho Satu Salonen Anita Nyman                                   | 57:34,3 14:37,4 14:44,6 14:04,3 14:08,0 |
| 8     | Schweden Antonina Ordina Anette Fanqvist Magdalena Forsberg Karin Säterkvist                       | 57:53,7 14:32,0 14:44,8 14:12,1 14:24,8 |
| 9     | Ukraine Walentyna Schewtschenko Iryna Taranenko-Terelja Olena Hajassowa Maryna Pestrjakowa         | 57:54,8                                 |
| 10    | Japan Tomomi Ōtaka Sumiko Yokoyama Fumiko Aoki Kumiko Yokoyama                                     | 58:22,8                                 |
| 11    | Frankreich Sophie Villeneuve Annick Vaxelaire-Pierrel Anne-Laure Mignerey Karine Laurent Philippot | 58:27,7                                 |
| 12    | Kasachstan Swetlana Deschewych Oxana Jazkaja Swetlana Malachowa-Schischkina Olga Selesnjowa        | 59:11,3                                 |
| 13    | Polen Katarzyna Gębala Małgorzata Ruchała Dorota Kwaśny Bernadeta Bocek-Piotrowska                 | 59:56,7                                 |
| 14    | Belarus Svetlana Kamotskaya Kazjaryna Antonjuk Alena Sinkewitsch Ljudmila Karolik                  | 59:56,9                                 |
| 15    | USA Kerrin Petty Suzanne King Laura McCabe Laura Wilson                                            | 60:51,2                                 |
| 16    | Kanada Beckie Scott Milaine Thériault Sara Renner Jaime Fortier                                    | 61:09,9                                 |

Datum: 15. Februar 1998
Höhenunterschied: 98 m (A) / 52 m (B); Maximalanstieg: 44 m (A) / 51 m (B); Totalanstieg: 195 m (A) / 177 m (B);
16 Staffeln am Start, alle in der Wertung.